# Juan Bonifaz
Juan Bonifaz (Burgos, ca. 1440 - después de 1463) fue un sacerdote católico español, religioso trinitario y redentor de cautivos.

## Biografía
Juan Bonifaz nació hacia 1440 en la ciudad de Burgos (España). Ingresó a la Orden de la Santísima Trinidad, donde estudió teología y fue ordenado sacerdote. Ocupó los cargos de ministro del convento de los trinitarios de Burgos y ministro provincial de la provincia de Castilla. En 1460 fundó el convento de Nuestra Señora de las Virtudes en Paradinas de San Juan (Salamanca). Además fue redentor provincial y consiguió veintiséis diplomas reales para la redención de cautivos.
El rey Juan II de Castilla le encargó el rescate de 60 cautivos de Antequera (Málaga), en Granada, que habían sido hechos prisioneros en la Peña de los Enamorados. Además de estos, se sabe realizó otras redenciones en Ronda y otras ciudades de Andalucía, liberando a más de 120 cautivos. Gracias a sus redenciones, la Orden trinitaria mereció los elogios de los reyes Juan II y Enrique IV de Castilla.